# Cameron Dye
Cameron Dye (New Orleans, 9 aprile 1959) è un attore e cantante statunitense.

## Biografia
Dye nacque a New Orleans (Louisiana). La sua famiglia si spostava negli Stati Uniti e a metà degli anni settanta Dye frequentò la Sylvania High School in Sylvania nell'Ohio. Più tardi si trasferì in California, dove frequentò la Mills High School a Millbrae, e la UCLA.
Interpretò il ruolo di Fred nel film La ragazza di San Diego (1983) e apparve anche nei film Giochi stellari (1984), Non toccate le ragazze (1984), Body Rock (1984), Fraternity Vacation (1985), Scenes from the Goldmine (1987), Fuori nel buio (1989),  Il giallo del bidone giallo (1990) e The Tavern (1999).
Dal 1990 al 1998 è stato sposato con l'attrice Laura San Giacomo, dalla quale ha avuto un figlio, Mason. Dye ha avuto anche un altro figlio, Calvin, dall'attrice Tracy Middendorf.
Dye è un membro fondatore della troupe teatrale The Actors' Gang, con la quale ha anche recitato.

## Filmografia
| Anno | Titolo                                                      | Ruolo         | Note                     |
| ---- | ----------------------------------------------------------- | ------------- | ------------------------ |
| 1983 | La ragazza di San Diego (Valley Girl)                       | Fred Bailey   |                          |
| 1984 | Giochi stellari                                             | Andy          |                          |
| 1984 | Non toccate le ragazze                                      | Alan Holt     |                          |
| 1984 | Body Rock                                                   | E-Z           |                          |
| 1985 | Fraternity Vacation                                         | Joe Gillespie |                          |
| 1985 | Heated Vengeance                                            | Bandit        |                          |
| 1987 | Scenes from the Goldmine                                    | Niles Dresden |                          |
| 1987 | Extralunati                                                 | Lt. Scott     |                          |
| 1988 | Fuori nel buio (Out of the Dark)                            | Kevin Silvers |                          |
| 1989 | Miami Vice, serie TV, Det. Jack Andrews e Laura San Giacomo |               |                          |
| 1990 | Il giallo del bidone giallo                                 | Luzinski      |                          |
| 1992 | Deuce Coupe                                                 | Link Malone   |                          |
| 1997 | The Apocalypse                                              | Lennon        |                          |
| 1997 | Cannes Man                                                  | Richard Hedd  |                          |
| 1998 | Bury the Evidence                                           | The Boyfriend |                          |
| 1999 | The Tavern                                                  | Ronnie        |                          |
| 2002 | The Gray in Between                                         | Steve         |                          |
| 2003 | CSI - Scena del crimine                                     | Leland Brooks | Episodio: "Jackpot"      |
| 2006 | CSI: NY                                                     | Damon Runyon  | Episodio: "Stuck on You" |

## Doppiatori italiani
Nelle versioni in italiano delle opere in cui ha recitato, Cameron Dye è stato doppiato da:
- Vittorio Guerrieri ne La signora in giallo (ep. 8x17)
- Saverio Indrio in Smallville
- Sergio Di Giulio in CSI - Scena del crimine
- Antonio Sanna in Cold Case - Delitti irrisolti
- Luca Dal Fabbro in CSI: NY
- Christian Iansante in The Closer
- Davide Marzi in Bones
- Roberto Gammino in Divorzio d'amore
- Edoardo Stoppacciaro in The Mentalist
- Enrico Pallini in Perception
- Nicola Braile in Feud
- Antonio Palumbo ne Los Gringo Hunters